# SK Vit' Jorjia Tbilisi
El SK Vit' Jorjia Tbilisi (WIT Georgia Tbilisi) és un club de futbol georgià de la ciutat de Tbilisi.

## Història
Evolució del nom:
- 1968: Morkinali Tbilisi
- 1992: FC Morkinali Tbilisi
- 1998: FC WIT Georgia Tbilisi

## Palmarès
- Lliga georgiana de futbol (2):
  - 2004, 2009
- Copa georgiana de futbol (1):
  - 2010
- Supercopa georgiana de futbol (1):
  - 2009